# Ніколас Маричаль
Ніколас Маричаль Перес (ісп. Nicolás Marichal Pérez, нар. 17 березня 2001, Саранді-дель-Йї, Уругвай) — уругвайський футболіст, центральний захисник російського клубу «Динамо» (Москва).

## Ігрова кар'єра
Ніколас Маричаль є вихованцем столичного клубу «Насьойналь». У лютому 2021 року захисник зіграв свою першу гру на професійному рівні. Своє грою допоміг клубу виграти Суперкубок Уругваю 2021 року.
У серпні 2022 року Маричаль підписав контракт на п'ять років з російським клубом «Динамо» (Москва). № вересня у матчі проти «Уралу» Маричаль дебютував у російському чемпіонаті.

## Титули
Насьйональ
 Чемпіон Уругваю: 2020, 2022
 Переможець Суперкубка Уругваю: 2021
Збірна Уругваю
- Бронзовий призер Кубка Америки: 2024[4]